# میر شاهوردی خان خورشیدی
میر شاهوردی خان خورشیدی، بیست و چهارمین و آخرین اتابک لرستان از سلسله اتابکان لر کوچک بود. در حدود قرن ۱۷ میلادی میر شاهوردی خان علیه مالیات وضع شده توسط شاه عباس بزرگ شورید. این شورش منجر به حمله شاه عباس صفوی به لرستان و برداشتن میر شاهوردی خان از قدرت شد که با پایان سلسله اتابکان لر کوچک همراه شد..

## رابطه میرشاهوردی خان با شاه عباس صفوی
با گسترش قدرت شاه عباس صفوی و سرکوب حاکمان ملوک الطوایفی، میر شاهوردی خان سعی کرد رابطه خود را با صفویان بهبود ببخشد. او برای این کار حسین بیک سلونری که از نزدیکان خود بود را به دربار شاه عباس بزرگ فرستاد تا اعلام وفاداری کند. شاه عباس بزرگ که با اتابکان لر کوچک رابطه فامیلی داشت و خواهر میر شاهوردی خان همسر او بود، از این عمل استقبال کرد و محراب بیک قراداغلو را به عنوان نماینده خود نزد این اتابک لر فرستاد. میر شاهوردی خان از محراب بیک به گرمی استقبال کرد.

## جنگ با اغورلو سلطان بیات
شاه عباس صفوی، شاهزاده محمد باقر میرزا را به ریاست ملک همدان تا بغداد منصوب کرد. اغورلو سلطان بیات از فرماندهان محمد باقر میرزا، برای اجرای فرمان شاه عباس صفوی، به نزدیکی بروجرد رفت تا سپاه و تجهیزات مربوطه را گردآوری کند. در همین زمان میر شاهوردی خان به اغورلو سلطان بیات حمله کرد و او را کشت. این امر به شدت باعث شد شاه عباس نسبت به میر شاهوردی خان کینه‌ورزی کند. حسین بیک سلونری نماینده اتابکان در دربار صفوی، بسیار سعی کرد که میرشاهوردی خان را از خطا تبرئه کند و نشان دهد که اغورلو سلطان بیات مقصر بوده است اما موفق نشد.

## حمله شاه عباس به اتابک میرشاهوردی خان
شاه عباس بزرگ که در تدارک جنگ با ازبکان بود تصمیم گرفت به اتابکان لر لشکر کشی کند؛ از این رو از به سوی خرم‌آباد شتافت. میر شاهوردی خان که از حمله شاه عباس بزرگ غافلگیر شده بود به سمت کبیر کوه که مرز ایران و عثمانی بود گریخت و ناچار به خاک عثمانی و شهر بغداد پناه برد. چند سال بعد میر شاهوردی خان به کمک پادشاه بغداد توانست سپاهی تجهیز کند و دوباره به لرستانات مسلط شود. در سال ۱۰۰۶ هجری قمری مجدداً شاه عباس به میرشاهوردی خان حمله کرد و او بار دیگر به بغداد گریخت. میر شاهوردی خان که که فکر نمی‌کند صفویان تا این حد به تعقیب او بیایند با خیال راحت در قلعه جنگله بغداد مستقر شد. اما الله وردیخان قوللر آقاسی به دستور شاه عباس بزرگ به تعقیب او رفت و او را دستگیر کرد و نزد شاه عباس بزرگ برد. در نهایت به دستور شاه عباس، در کنار رود سیمره میرشاهوردی خان کشته شد و حکومت اتابکان لر کوچک منقرض شد.

## بازماندگان میر شاهوردی خان
طبق آخرین تحقیقات و پژوهش‌ها با دلالت بر اسناد میرشاهوردی خان دارای چهار فرزند به نام‌های نیدل، مظفر، اصلان خان و احمد می‌باشد. طایفه میر از بازماندگان میر شاهوردی خان آخرین اتابک لر هستند. میرهای پشتکوه لرستان ایل ارکوازی از نسل میرمظفر و میرهای دهلران از نسل احمد هستند، میرهای لرستان، خوزستان و دره شهر از نسل نیدل هستند اکبر هاشمی رفسنجانی سیاستمدار ایرانی از میرهای رفسنجان و از نسل اصلان خان فرزند شاهوردی خان می‌باشد.